# Ат-Баши (Чуйская область)
Ат-Баши (кирг. Ат-Башы) — село в Аламудунском районе Чуйской области Кыргызстана. Входит в состав Грозденского аильного округа. Код СОАТЕ — 41708 203 819 02 0.

## Население
По данным переписи 2009 года, в селе проживало 170 человек.